# Katara
Katara – postać z amerykańskiego serialu animowanego Avatar: Legenda Aanga. 14-letnia przedstawicielka Południowego Plemienia Wody.
Razem z bratem Sokką odnajduje uwięzionego w lodowcu Aanga. Razem z nim pragnie powstrzymać Lorda Ozai, Władcę Ognia i przywrócić pokój oraz równowagę. Katara jest odpowiedzialna i nad wiek dojrzała. Zawsze patrzy na dobro innych, nieraz podejmuje decyzje za całą grupę, kiedy wymaga tego sytuacja. Jednak potrafi być uparta i zawsze wierzy w swoje racje, nawet jeśli są błędne. Pomimo uprzejmego usposobienia, Katara posiada ognisty temperament, który połączony z imponującymi umiejętnościami magii wody potrafi być dość niebezpieczny. Po śmierci matki z rąk Narodu Ognia, Katara przejęła na siebie matczyne obowiązki względem brata. Na dodatek jest jedynym Magiem Wody na Biegunie Południowym.
W filmie aktorskim Ostatni władca wiatru tę postać zagrała Nicola Peltz.

## Magia
Magia krwi
Magia krwi (ang. Bloodbending) to sztuka kontrolowania krwi. Tą umiejętnością można kontrolować ludzi jak marionetki. Katara nienawidzi tej techniki głównie dlatego, że odbiera wolną wolę ofierze. Magię tę stworzyła Hama.
Magia wody
Magia wody (ang. Waterbending) to starożytna sztuka panowania nad wodą. Istnieją 3 style kontrolowania wody z Południowego plemienia Wody, Północnego plemienia Wody oraz Bagiennego plemienia Wody. Do kontrolowania wody należą wszystkie płyny pochodzenia naturalnego niezależnie od stanu skupienia (z wyjątkiem krwi – do tego służy magia krwi). Magowie wody pozwalają by obrona zamieniła się w atak, przemieniając siłę ataku wroga i własnej obrony na szybki i precyzyjny cios.
Moc uzdrawiania
Moc uzdrawiania (ang. Curingbending) to sztuka, którą posiadają wielcy magowie wody. Pozwala ona w kilka sekund uleczyć nawet najpoważniejszą ranę za pomocą życiodajnej wody (w serialu ukazano to jako wodę, która wnika w miejsce rany, dzięki czemu ma właściwości lecznicze).